# Carlos Ledgard Jiménez
Carlos Ledgard Jiménez, (Lima, 7 de mayo de 1917 - Lima, 9 de julio de 1988) fue un abogado y político peruano. Diputado por Lima (1956-1962) y presidente de su cámara en dos legislaturas (1956-1957).

## Biografía
Hijo de Carlos Ledgard Neuhaus (quien fue Presidente del Banco Alemán, Cónsul honorario de Alemania en Lima, y posteriormente Embajador del Perú en Argentina) y María Jiménez Correa. Tuvo cinco hermanos, entre ellos dos celebridades: el presentador de televisión Enrique “Kiko” Ledgard y el nadador Walter Ledgard (campeón sudamericano y campeón mundial master de natación).
Cursó sus estudios escolares en el Colegio Anglo-Peruano y sus estudios superiores en las facultades de Letras y Ciencias Económicas de la Pontificia Universidad Católica del Perú, y en la Facultad de Derecho de la Universidad Mayor de San Marcos, donde se graduó de bachiller (1941) y se recibió de abogado. Viajó a los Estados Unidos para seguir algunos cursos de especialización. Participó en la V Conferencia Interamericana de Abogados realizada en Lima en 1947, así como en la Conferencia Internacional de Abogados de Londres, en 1950. Fue presidente del Club de Leones del Perú (1949-1951).
En las elecciones generales de 1956 fue elegido diputado por Lima, integrando la lista del Movimiento Democrático Peruano. Fue elevado a la presidencia de su cámara, que ejerció en dos legislaturas (1956-1957), mientras que el poeta José Gálvez Barrenechea presidía el Senado. La primera ley que aprobó el parlamento fue la Nº 12654, la “Ley de Amnistía General”, que concedió amnistía e indulto político y dispuso el corte de todos los procesos seguidos contra todos los civiles y militares, procesados o condenados por cortes marciales o de cualquier clase, así como la liberación de todas estas personas.